# Amir alhaje

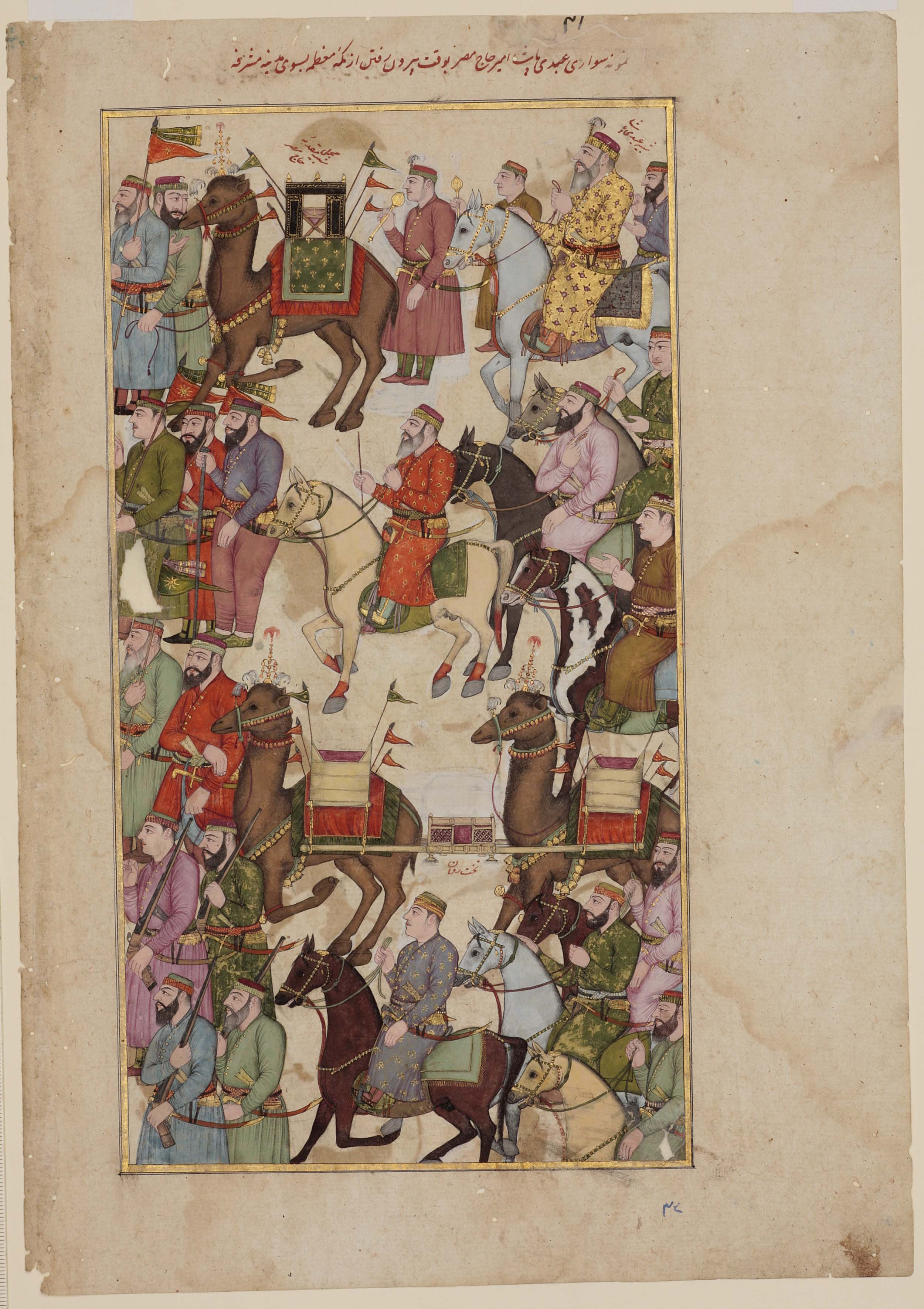
Representação dum emir alhaje egípcio liderando a caravana por volta de 1677-1680

Amir ou emir alhaje (em árabe: أمير الحج; romaniz.: amīr al-ḥajj; lit. "emir do haje"), no plural umara alhaje (umarāʾ al-ḥajj), foi a posição e o título dados ao comandante da caravana anual de peregrinos do haje por sucessivos impérios muçulmanos, do século VII ao XX. Desde o Califado Abássida (750–1258), havia duas caravanas principais, partindo de Damasco e Cairo. Cada uma delas recebia anualmente um emir alhaje. As principais funções confiadas a ele eram garantir fundos e provisões para a caravana e protegê-la ao longo da rota do deserto para as cidades sagradas muçulmanas de Meca e Medina no Hejaz (atual Arábia Saudita).

## Significado
Segundo o historiador Thomas Philipp, "o cargo de emir alhaje foi extremamente importante", o que trouxe consigo grande influência política e prestígio religioso. Dada a importância da peregrinação do haje no Islã, a proteção da caravana e de seus peregrinos era uma prioridade para os governantes muçulmanos responsáveis. Qualquer manuseio incorreto da caravana ou dano causado aos peregrinos por invasores beduínos frequentemente seria divulgado em todo o mundo muçulmano pelo retorno dos peregrinos. O líder do mundo muçulmano, ou o governante que aspirava a esta posição, era obrigado a garantir a segurança da peregrinação, e seu sucesso ou fracasso refletia significativamente em seu prestígio. Assim, "comandantes do haje talentosos e bem-sucedidos eram cruciais". No Império Otomano (1299–1923), a importância do sucesso dos umara alhaje geralmente os tornava imunes a medidas punitivas das autoridades otomanas por abusos cometidos em outros lugares.

## Deveres
A principal ameaça a uma caravana do haje eram os ataques beduínos. Um amir alhaje comandaria uma grande força militar para proteger a caravana no caso de um ataque de beduínos locais ou pagaria as várias tribos beduínas cujos territórios a caravana inevitavelmente atravessou a caminho das cidades sagradas muçulmanas no Hejaz. A aquisição de suprimentos, nomeadamente água e alimentos, e transporte, nomeadamente camelos, eram também de sua responsabilidade, bem como a obtenção de fundos para financiar a peregrinação. Os fundos vieram principalmente de receitas da província designadas especificamente para o haje. Alguns fundos vieram de grandes doações estabelecidas por vários sultões mamelucos e otomanos, cujo objetivo principal era garantir a disponibilidade de água e suprimentos nas cidades de Meca e Medina para acomodar os peregrinos que chegavam. O comandante Cairene era responsável pelo quiçuá, o pano preto anualmente estendido sobre a Caaba em Meca.
De acordo com Singer e Philipp, um emir alhaje precisava possuir capacidades logísticas, além das habilidades militares. Para obter suprimentos e garantir um transporte seguro para a caravana, costumava manter uma rede de conexões com vários oficiais otomanos e líderes comunitários locais. Trouxe consigo uma série de oficiais, incluindo comandantes mamelucos adicionais para manter a ordem e funcionários religiosos, como imãs, muezins, cádis, todos tipicamente árabes instruídos. Outros oficiais incluíam guias árabes do deserto, médicos, um oficial encarregado dos assuntos intestinais para os peregrinos que morreram durante a peregrinação e um motácibe que estava encarregado de supervisionar as transações financeiras.

## História

Um manuscrito árabe de Iáia ibne Mamude Aluaciti retratando uma caravana do haje da era mameluca a caminho de Meca vinda do Levante, 1237

A tradição muçulmana atribui a primeira caravana do Haje à vida de Maomé, que em 630 (AH 9) instruiu Abacar a liderar 300 peregrinos de Medina a Meca. Com as conquistas muçulmanas, um grande número de peregrinos convergiram de todos os cantos do mundo muçulmano em expansão. Sob os abássidas, começou a tradição de caravanas anuais patrocinadas pelo Estado partindo de Damasco e Cairo, com as caravanas de peregrinos de regiões mais remotas geralmente se juntando a eles. Um terceiro ponto principal de partida foi Cufa, onde os peregrinos do Iraque, Planalto Iraniano e Ásia Central se reuniram; Damasco reunia peregrinos do Levante e, posteriormente, da Anatólia; e Cairo reuniu os peregrinos do Egito, África, Magrebe e Alandalus (Península Ibérica).
Os primeiros abássidas davam muito valor à importância simbólica da peregrinação e, no primeiro século do governo abássida, eram os membros da dinastia governante que geralmente eram escolhidos para liderar as caravanas. Além disso, o califa Harune Arraxide (r. 786–809) conduziu a caravana pessoalmente várias vezes. O ano específico em que o cargo de emir alhaje foi estabelecido não é definitivamente conhecido, mas provavelmente foi em 978 EC, quando Alaziz (r. 975–996), o califa fatímida do Egito, nomeou Badis ibne Ziri para o cargo. O primeiro emir alhaje da caravana de Cufa foi provavelmente o emir seljúcida Caimaz, nomeado pelo sultão Maomé II (r. 1153–1159) em 1157, e o primeiro provável emir alhaje da caravana de Damasco foi Tuguetaquim ibne Aiube, nomeado pelo sultão Saladino (r. 1174–1193) após a reconquista de Jerusalém dos Cruzados em 1187.
Com a destruição virtual do Califado Abássida e de sua capital Baguedade pelo Império Mongol em 1258, o papel de Damasco e Cairo como pontos de encontro e partida para a caravana foi elevado. O Sultanato Mameluco foi estabelecido dois anos depois. A partir de então, Damasco serviu como o principal ponto de encontro para peregrinos do Levante, Anatólia, Mesopotâmia e Pérsia, enquanto Cairo foi o ponto de encontro para os peregrinos vindos do vale do Nilo, Norte da África e África Subsaariana. De acordo com a historiadora Jane Hathaway, foi sob os mamelucos que o emir alhaje assumiu sua forma "clássica". Apesar de sua importância, no entanto, os mamelucos escolheram oficiais de nível médio para liderar as caravanas - normalmente um emir mia almocadém alfe (comandante de mil soldados) - ocasionalmente incluindo mamelucos nascidos livres (awlād al-nās), que eram considerados status inferior ao dos mamelucos alforriados.
Durante a era mameluca, a principal caravana de peregrinação partiu do Cairo. Seu emir alhaje sempre foi nomeado pelo sultão. O de Damasco foi nomeado pelo sultão ou por seu vice-rei na Síria. O comandante damasceno era geralmente subordinado ao comandante cairota, normalmente desempenhando um papel neutro ou de apoio a este último em reuniões ou brigas com os xarifes de Meca ou os comandantes de caravanas do Iraque ou Iêmem. Como o quiçuá, a cobertura cerimonial da Caaba, geralmente era tecido no Egito, este era carregado pela caravana do Cairo, enquanto a caravana damascena carregava a cobertura correspondente para o túmulo de Maomé em Medina. Alguns sultões mamelucos fizeram a peregrinação eles próprios, mas geralmente sua presença simbólica era representada por uma liteira (mamal), escoltada por músicos.

### Período otomano

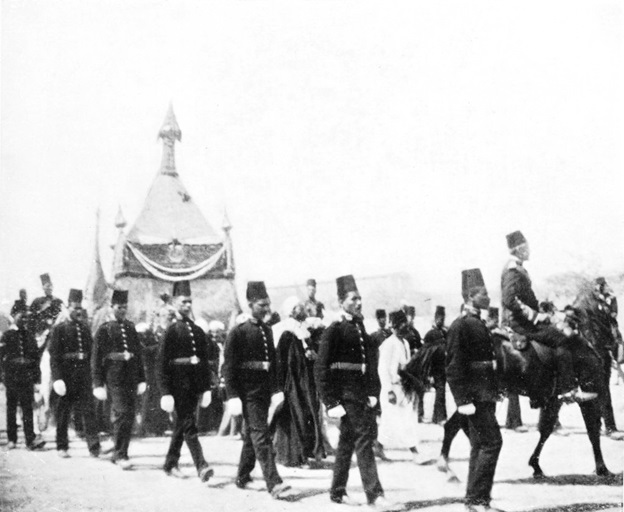
Quiçuá sendo transportado do Cairo a Meca cercado por guardas egípcios armados em 1911

O papel do amir alhaje foi continuado pelo Império Otomano quando ganhou o controle dos territórios mamelucos em 1517. Para além do dito ano, durante o qual o sultão nomeou um burocrata para o posto, o umara alhaje do Cairo durante grande parte do século XVI continuou a ser nomeado de dentre as fileiras dos mamelucos circassianos com nomeações ocasionais de importantes xeques árabes ou altos funcionários bósnios ou turcos. Isso foi seguido por um período em que os comandantes da caravana cairota vieram de Constantinopla até o início do século XVIII, quando os mamelucos do Egito mais uma vez se tornaram os nomeados favoritos para o cargo.
No século XVI, o amir alhaje designado à caravana de Damasco comandou 100 sipahi, tropas profissionais que possuíam feudos no eialete de Damasco, e janízaros, soldados da guarnição de Damasco. O primeiro amir alhaje para Damasco foi o ex-vice-rei mameluco que se tornou governador otomano, Jambirdi Algazali. Até 1571, os umaras alhaje de Damasco foram nomeados entre os mamelucos de alto escalão local, mas depois, os mamelucos e líderes locais de cidades menores como Gaza, Ajlun, Nablus e Caraque lideraram a caravana com sucesso.
Em 1708, o governo imperial otomano adotou uma nova política pela qual o uáli (governador) de Damasco serviria como o amir alhaje. Com essa mudança de política, também houve uma elevação na patente do comandante damasceno. A partir de então, seu posto era superior ao do comandante cairota, qualquer oficial imperial otomano viajando com a caravana, o governador otomano do Hejaz em Jedá, e os xerifes de Meca. A família árabe Alazém de Damasco foi capaz de se manter como governadora de Damasco por longos períodos, em parte devido ao seu sucesso no comando da caravana.
Quando os uaabitas assumiram o controle do Hejaz no início do século XIX, proibiram o transporte do mamal e dos músicos, mas quando Maomé Ali recuperou a área em 1811, foram reintegrados. Quando os sauditas recapturaram o Hejaz em 1925, a proibição foi reaplicada. A exclusividade do cargo de amir alhaje desfrutado pelos governadores de Damasco terminou em meados do século XIX, quando os otomanos recuperaram o controle da Síria das forças egípcias de Maomé Ali. A ameaça de segurança dos invasores beduínos também diminuiu durante esse tempo. A partir de então, amir alhaje tornou-se um cargo honorário tipicamente ocupado por um notável damasceno. Quando os otomanos perderam sua autoridade nominal sobre o Egito em 1911, o sultão do Egito designou um amir alhaje por decreto anualmente, embora até então a importância do cargo tivesse diminuído significativamente em meio a mudanças políticas radicais que ocorriam no país. A derrota e dissolução do Império Otomano na Primeira Guerra Mundial sinalizaram o fim do amir alhaje de Damasceno. A dinastia de Maomé Ali no Egito continuou a nomear um amir alhaje para a caravana do Cairo até sua queda em 1952. O cargo foi continuado pelo novo governo republicano por dois anos, antes de ser finalmente abolido.

## Lista de amires alhaje otomanos

### Cairo
- Baracate ibne Muça (1518)
- Barsbai (1519)
- Janim ibne Daulatebei (1520–1523)
- Janim Alhanzaui (1524–1525)
- Sinane (1526)
- Canim ibne Maalbei (1527–1530)
- Iúçufe Alhanzaui (1531–1532)
- Mustafá ibne Abedalá Arrumi (1533)
- Soleimão Paxá (1534)
- Iúçufe Alhanzaui (1535)
- Mustafá ibne Abedalá Arrumi (1536–1538)
- Janim ibne Casrá (1539–1545)
- Aidim ibne Abedalá Arrumi (1546)
- Huceine Abaza (1547)
- Mustafá ibne Abedalá Arrumi (1548–1551)
- Cauaja Maomé (1584)
- Mustafá Paxá (1585)
- Omar ibne Issa (1591)
- Raduão Bei Alfacari (1631–1656)[16]
- Zaine Alfacar Bei (1676–1683)[17]
- Ismail Alfacar Bei (1684–1688)[17]
- Ibraim Bei Abu Xanabe (1689)[17]
- Ibraim Bei Zaine Alfacar (1690–1695)[18]
- Aiube Bei Alfacari (1696–1701)[19]
- Quitas Bei (1706–1710)
- Auade Bei (1711)[20]
- Maomé ibne Ismail Bei (1720–1721)[21]
- Abedalá Bei (1722–1723)[22]
- Maomé ibne Ismail Bei (1725–1727)[23]
- Ali ibne Zaine Alfacar (1728–1729)[24]
- Guitas bei Alauar (1730)[25]
- Maomé Aga Alcur (1731)[26]
- Ali Bei Catamixe (1732–1734)[27]
- Ibraim Bei Catamixe (1736–1737)[28]
- Otomão Bei Zaine Alfacar (1738–1740)
- Omar Bei Catamixe (1741)[29]
- Ali Bei Alquibir (1753–1754)
- Huceine Bei Alcássabe (1755)[30]
- Sale Bei Alcácimi (1756)[31]
- Ibraim Bei (1771–1773)[32]
- Murade Bei (1778–1786)[33]

### De Damasco
- Jambirdi Algazali (1518–1520)
- Sanjaque-bei (governador distrital) de nome incerto de Sáfede (1523)[34]
- Uais Alcaxife (1525)[34]
- Curde Bei ibne Quisru Paxá (1551/52; sanjaque-bei de Hama)[34]
- Huceine Bei ibne Maomé Arrumi (1553/54; oficial imperial otomano)[34]
- Iunus Bei (1557; sanjaque-bei de Homs)[34]
- Murade Bei (1558; sanjaque-bei de Ajlum)[34]
- Riduão Paxá (1560; sanjaque-bei de Gaza)[34]
- Daruixe Paxá (1567; sanjaque-bei de Tripoli)[34]
- Cançu Algazaui (1571–1587; sediado em Ajlum)[35][36]
- Amade ibne Riduão (1587–1588; sediado em Gaza)[35][36]
- Almançor ibne Fucaique (1589–1591; sediado no vale de Beca)[35][36]
- Amade ibne Riduão (1591–1606; sediado em Gaza)
- Faruque Paxá (1609–1620; sediado em Nablus)[37]
- Maomé ibne Faruque (1621–1638; sediado em Nablus)[37]
- Assafe Faruque (1665–1669; sediado em Nablus)[37]
- Muça Paxá Animer (1670; sediado em Nablus)[37]
- Amade Paxá Atarazi (1676/77; sediado em Lajum e Jerusalém)[38]
- Hequimbaxi Cairi Mustafá Paxá (1689; sediado em Gaza)[39]
- Maomé Paxá (1690; sediado em Jedá)[39]
- Arslã Maomé Paxá (1691; sediado em Trípoli)[39]
- Amade Paxá Sale (1697/98; sediado em Damasco)[39]
- Caplã Paxá (1699; sediado em Sidom)[39]
- Cherques Haçane Paxá (1700/01; sediado em Damasco)[39]
- Arslã Maomé Paxá (1702–1703; sediado em Damasco e Trípoli)[39]
- Maomé Paxá Curte Bairã (1704; sediado em Damasco)
- Iúçufe Paxá Capudã (1707–1708)
- Naçu paxá Alaidini (1708–1712)
- Jarcas Maomé Paxá (1713–1715)
- Tubal Iúçufe Paxá (1715–1716)
- Ibraim Paxá Capudã (1716)
- Recepe Paxá (1716)
- Nevxeirli Damate Ibraim Paxá (1716–1717)
- Abedalá Paxá Coprulu (1716–1717)
- Rajabe Paxá (1717–1718)
- Otomão Paxá Abu Tauque (1719–1721)
- Ali Paxá Maquetul (1721–1722)
- Otomão Paxá Abu Tauque (1723–1725)
- Ismail Paxá Alasme (1725–1730)
- Abedalá Paxá Alaidinli (1731–1734)
- Suleimão Paxá Alasme (1734–1738)
- Huceine Paxá Albustanji (1738)
- Otomão Paxá Almuassil (1739–1740)
- Ali Paxá Abu Quili (1740)
- Suleimão Paxá Alasme (1741–1743)
- Assade Paxá Alasme (1743–1757)
- Huceine Paxá ibne Maqui (1757)
- Abedalá Paxá Aljataji (1757–1759)
- Maomé Paxá Axalique (1759–1760)
- Otomão Paxá Alcurji (1760–1771)
- Maomé Paxá Alasme (1771–1772)
- Hafiz Mustafá Paxá Bustanji (1773)
- Maomé Paxá Alasme (1773–1783)
- Darvixe Paxá Alcurji (1783–1784)
- Amade Paxá Aljezar (1784–1786)
- Huceine Paxá Batal (1786–1787)
- Abedi Paxá (1787–1788)
- Ibraim Paxá Alhalabi (1788–1789)
- Amade Paxá Aljezar (1790–1795)
- Abedalá Paxá Alasme (1795–1798)
- Amade Paxá Aljezar (1798–1799)
- Abedalá Paxá Alasme (1799–1803)
- Amade Paxá Aljezar (1803–1804)
- Abedalá Paxá Alasme (1804–807)
- Cunje Iúçufe Paxá (1807–1810)
- Suleimão Paxá Siladar (1810–1818)
- Sale Paxá II (1818)
- Abedalá Paxá II (1819–1821)
- Dervixe Maomé Paxá II (1821–1822)
- Mustafá Paxá IV (1822–1826)
- Maomé Emim Raufe Paxá (1828–1831)
- Maomé Selim Paxá (1831–1832)